# Margaret Maury
Margaret Maury (née Margaret Kerubo le 15 mai 1974 à Bokihowe, au Kenya) est une athlète kényane et française, spécialiste des courses de fond.

## Carrière
Installée à Thiers et devenue française en 2002, Margaret Maury se distingue en 2004 en remportant la Coupe d'Europe du 10 000 mètres de Maribor. Finaliste (11e) des Jeux olympiques d'Athènes sur 5 000 mètres, elle établit un nouveau record de France de la discipline le 3 septembre 2004 lors du Mémorial Van Damme de Bruxelles en 14 min 43 s 90. 
En 2005, elle devient championne de France du 5 000 mètres et s'adjuge par la suite la médaille d'or des Jeux méditerranéens.
Elle est entrainée depuis 2004 par Jean-François Pontier.
Elle a un fils, Yann, né en 2002 de son union avec Pierre Maury.

### Palmarès
| Date | Compétition                         | Lieu      | Résultat | Épreuve  |
| ---- | ----------------------------------- | --------- | -------- | -------- |
| 2004 | Coupe d'Europe du 10 000 mètres     | Maribor   | 1re      | 10 000 m |
| 2004 | Jeux olympiques                     | Athènes   | 11e      | 5 000 m  |
| 2004 | Finale mondiale de l'IAAF           | Monaco    | 11e      | 3 000 m  |
| 2005 | Coupe d'Europe du 10 000 mètres     | Barakaldo | 2re      | 10 000 m |
| 2005 | Jeux méditerranéens                 | Almería   | 1re      | 5 000 m  |
| 2005 | Championnats de France d'athlétisme | Angers    | 1re      | 5 000 m  |

### Records
- 1 500 m - 4 min 11 s 40 (2004)
- 3 000 m - 8 min 57 s 82 (2004)
- 3 000 m steeple - 10 min 05 s 15 (2001)
- 5 000 m - 14 min 43 s 90 (2004) - Record de France
- 10 000 m - 32 min 01 s 01 (2004)
- Semi-marathon - 1 h 11 min 06 s (2001)
- Marathon - 2 h 38 min 21 s (2000)

### Clubs successifs
- Il faut courir Thiers (jusqu'en 2001)
- Clermont athlétisme Auvergne (2002-2009)
- Jogging club sablais (2010-2011)
- Racing club Vendée (2012-2013)